# Yoshio Kaina
Yoshio Kaina (吉尾 海夏, sinh ngày 28 tháng 6 năm 1998) là một cầu thủ bóng đá người Nhật Bản thi đấu ở vị trí tiền vệ cho Yokohama F. Marinos ở J1 League.

## Sự nghiệp câu lạc bộ
Ngày 15 tháng 3 năm 2017, Yoshio có màn ra mắt chuyên nghiệp ở J.League Cup trước Cerezo Osaka.

## Thống kê câu lạc bộ
Cập nhật đến ngày 2 tháng 1 năm 2018.
| Thành tích câu lạc bộ | Thành tích câu lạc bộ | Thành tích câu lạc bộ | Giải vô địch | Giải vô địch | Cúp                   | Cúp                   | Cúp Liên đoàn | Cúp Liên đoàn | Tổng cộng | Tổng cộng |
| Mùa giải              | Câu lạc bộ            | Giải vô địch          | Số trận      | Bàn thắng    | Số trận               | Bàn thắng             | Số trận       | Bàn thắng     | Số trận   | Bàn thắng |
| Nhật Bản              | Nhật Bản              | Nhật Bản              | Giải vô địch | Giải vô địch | Cúp Hoàng đế Nhật Bản | Cúp Hoàng đế Nhật Bản | J.League Cup  | J.League Cup  | Tổng cộng | Tổng cộng |
| --------------------- | --------------------- | --------------------- | ------------ | ------------ | --------------------- | --------------------- | ------------- | ------------- | --------- | --------- |
| 2017                  | Yokohama F. Marinos   | J1 League             | 0            | 0            | 0                     | 0                     | 5             | 0             | 5         | 0         |
| 2018                  | Yokohama F. Marinos   | J1 League             | 0            | 0            | 0                     | 0                     | 0             | 0             | 0         | 0         |
| Tổng                  | Tổng                  | Tổng                  | 0            | 0            | 0                     | 0                     | 5             | 0             | 5         | 0         |